# 2017 a vasúti közlekedésben
Ez a szócikk a 2017-ben történt vasúti eseményeket mutatja be.

## Események a világban

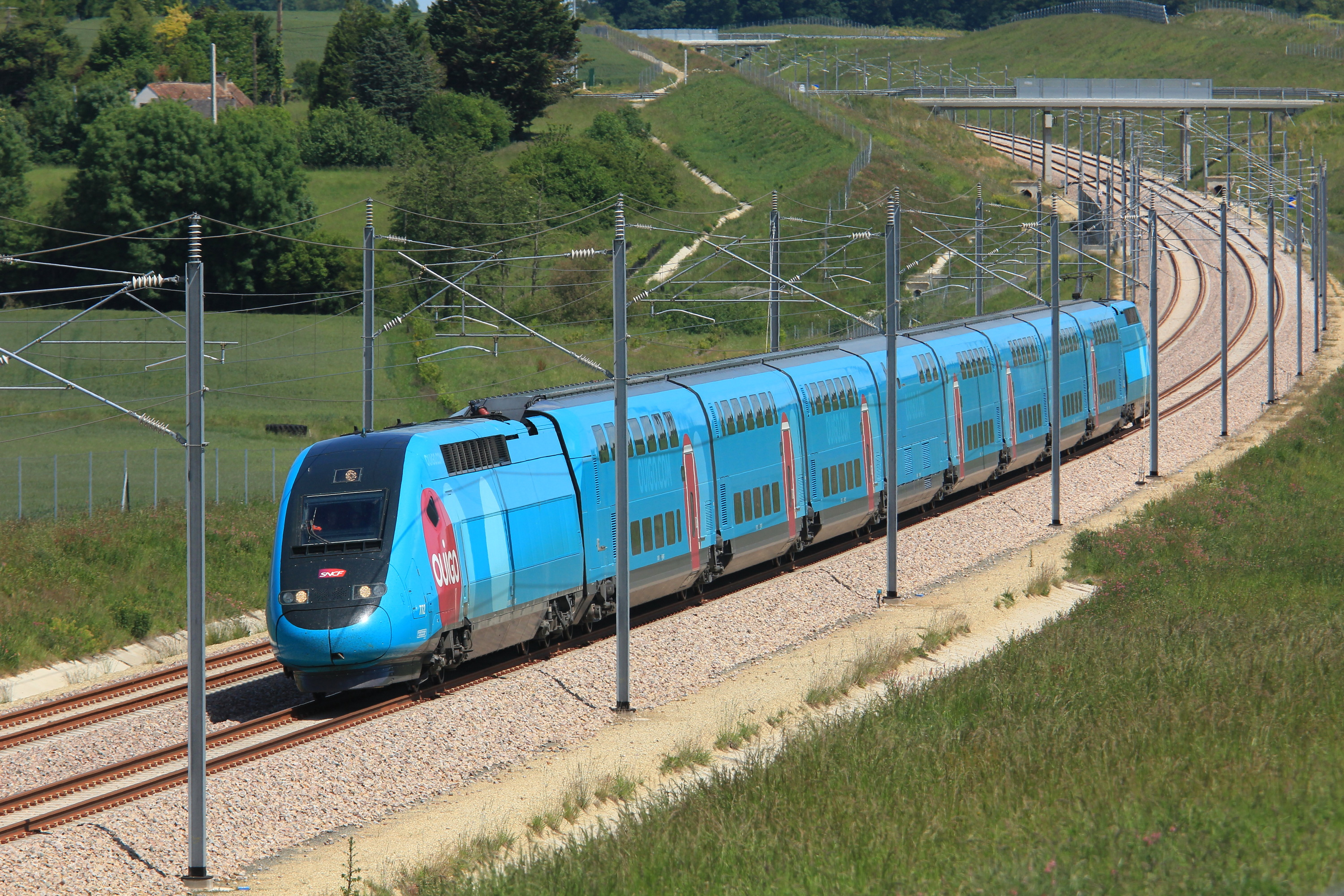
LGV Bretagne-Pays de la Loire nagysebességű vasútvonal Franciaországban egy Ouigo szerelvénnyel

### Dátumhoz köthető események
- április 3. – Terrortámadás történt a Szentpétervári metróban helyi idő szerint 14 óra 40 perckor.[1]
- április 15. – Wien Meidling állomáson összeütközött egy Railjet egy regionális vonattal[2]
- június 2. – Megnyílik a LGV Sud Europe Atlantique és a LGV Bretagne-Pays de la Loire nagysebességű vasútvonal Franciaországban
- december 5. – Összeütközik egy – a National Express nevű társaság által üzemeltet – személyszállító és egy teherszállító vonat a németországi Düsseldorf melletti Meerbuschnál, Észak-Rajna-Vesztfáliában,[3] melynek következtében 41 ember könnyen, három közepesen, három súlyosan sérült meg.[4]
- december 10. - megnyílik a Nürnberg–Erfurt nagysebességű vasútvonal Németországban.
- december 18. – A megszabott sebesség jelentős túllépése okozza azt a vonatbalesetet, amelyben a Washington állambeli Tacoma közelében kisiklott és egy autópályára zuhant egy expresszvonat mozdonya és két utasszállító vagonja. (A balesetben hárman meghaltak és mintegy százan megsérültek.)[5]

## Események Magyarországon

### Dátumhoz köthető események
- április 12. – Aláírta a MÁV a szerződést a STADLER-rel 40 nagykapacitású emeletes vonat vásárlásáról[6]
- november 6. – Megkezdődik az M3-as metróvonal infrastruktúra rekonstrukciója.[7]